# Фосгенит
Фосгени́т — редкий минерал класса карбонатов, карбонат свинца с доп. анионами хлора. Синонимы: роговая свинцовая руда, роговой свинец, керазин.
Назван в 1841 году немецким минералогом Августом Брайтхауптом (нем. Johann Friedrich August Breithaupt; 1791—1873) по входящему компоненту фосгену (COCl2).

## Свойства
Кристаллы короткопризматические или таблитчатые. Образуется в результате изменений галенита при его взаимодействии с богатыми углекислым газом и хлором водами. Нерадиоактивен. Двупреломление 0,027. Плеохроизм слабый. Жёлтая флюоресценция в ультрафиолетовых лучах. Растворяется в соляной кислоте.

## Месторождения
Встречается в Греции (Аттика), Польше (Силезия), России (Алтай), Великобритании (Дербишир), Германии (Гессен, Нижняя Саксония, Пфальц, Северная Вестфалия), Австрии, Италии (Сардиния), Канаде (Онтарио), Бразилии (Пара), США (Колорадо), Австралии (Тасмания, Новый Южный Уэльс, Квинсленд, Западная Австралия), Намибии (Цумеб).

## Применение
Может быть свинцовой рудой, но из-за того, что встречается редко, имеет значение только как весьма ценный коллекционный минерал.